# 丽贝卡·吉登斯
丽贝卡·吉登斯（英語：Rebecca Giddens，1977年9月19日—），旧姓本内特（Bennett），美国女子皮划艇运动员。她曾代表美国参加2000年和2004年夏季奥林匹克运动会皮划艇比赛，其中2004年奥运会获得一枚银牌。